# Савезници (филм)
Савезници (енгл. Allied) амерички је ратни трилер филм из 2016. године редитеља Роберта Земекиса а по сценарију Стивена Најта. Продуценти филма су Грејам Кинг, Стив Старкеј и Роберт Земекис. Музику је компоновао Алан Силвестри.
Глумачку екипу чине Бред Пит, Марион Котијар, Џаред Харис, Метју Гуд и Лизи Каплан. Светска премијера филма је била одржана 23. новембра 2016. у Сједињеним Америчким Државама. 
Буџет филма је износио 85 милиона долара, а зарада од филма је 119,5 милиона долара.

## Радња
Филм Савезници је прича о обавештајном официру Максу Вејтану (Бред Пит) који 1942. године у Северној Африци упознаје борца француског покрета отпора Маријен Босежур (Марион Котијар) на смртоносној мисији иза непријатељских линија. Кад се поново нађу у Лондону, њиховој вези ће претити екстремни притисак рата.

## Улоге
| Глумац         | Улога           |
| -------------- | --------------- |
| Бред Пит       | Макс Вејтан     |
| Марион Котијар | Маријен Босежур |
| Џаред Харис    | Франк Хеслоп    |
| Метју Гуд      | Гај Сангстер    |
| Лизи Каплан    | Бриџет Вејтан   |
| Аугуст Дил     | капетан Хобар   |